# Little Witchingham
Little Witchingham est une paroisse civile et un village du Norfolk, en Angleterre.